# Фролова, Василиса
Василиса Фролова (укр. Василіса Фролова), настоящее имя — Ю́лия Бори́совна Фроло́ва (укр. Юлія Борисівна Фролова); род. 16 февраля 1978, Харьков) — украинская телеведущая, модель и актриса.

## Биография
Юлия Борисовна Фролова родилась в Харькове 16 февраля 1978 года. Начинала карьеру с модельных конкурсов и конкурсов красоты. В 1995 году получила звание «Вице-королева Харькова». Дважды заслужила титул «Miss Body Beautiful of the world» (Сингапур, Турция). Работала моделью на Украине, в России и во Франции.
Карьеру телеведущей начала в утреннем телешоу «7-я студия» на харьковском телевидении (7-й канал). Василиса вела программу вместе с известными харьковскими КВНщиками из команды ХАИ Глебом Тимошенко и Игорем Диденко.
- В 2000 году в творческом дуете с А.Дивеевым-Церковным была ведущей 10-го, юбилейного конкурса красоты "Мисс Украина 2000" (г. Одесса) [1].
- В 2003 году с подачи продюсера Олександра Асаулюка начинает работать на музыкальном телеканале М1[2].
- В 2004 году получила премию «Телетриумф» как лучшая ведущая развлекательных программ[3]
- За 7 лет стала ведущей в основном прямых телеэфиров («Guten Morgen», «Shakaнемо, Baby», «Амазонки», «Министерство премьер», «Вася on-line», трансляций с показов «Ukrainian Fashion Week»).
- В 2007 году снялась в художественном фильме Анатолия Матешко «Луна-Одесса»[4]. В этом же году была ведущей 1-й украинской «Фабрики звёзд» на Новом канале.
- В 2009 году дебютировала в программе «Шустер Live» с рубрикой «Хочу Евро»[5]
- В 2010 году — в футбольном телешоу «Африканские страсти»[6].
- В 2010 году приняла участие в песенном проекте на телеканале «1+1» «Звезда+Звезда» и вместе со своим партнёром Иваном Дорном заняла 1-е место.
- В 2011 году была одной из ведущих проекта «Звезда+Звезда-2» на телеканале «1+1». Работала репортёром и ведущей шоу «Шустер Live».
- В 2011 году принимала участие в шоу «Последний герой» на телеканале «ICTV». Прожила на необитаемом острове 32 дня.
- В 2012 году была ведущей шоу «10 кроків до кохання» на телеканале «1+1».
- В 2012 году была соведущей шоу «Я люблю Украіну» на телеканале «1+1».
- В 2013 году была ведущей мейковер-шоу «Тётки и Шмотки» на телеканале «ТЕТ».
- В 2014 году работала на Радио Аристократы ведущей шоу «Фролова на Тарасовской».
- С 2014 по 2016 год работала ведущей на Радио Вести[7].
- В 2014 году была лицом промокампании женского телеканала TLC на Украине[8]
- С 8 сентября 2014 года вместе с Дмитрием Коляденко была ведущей программы «Шоумания» на Новом канале[9].
- С 13 сентября 2015 года вместе с Андреем Доманским была ведущей обновлённой версии программы «Любовь с первого взгляда» на телеканале «Интер»[10].
- С 24 августа 2017 года по 2021 год была ведущей «Прямого» канала
- 7 марта 2021 года впервые стала мамой. Малыша, который родился в одном из частных роддомов Киева, назвали Родионом. Отцом мальчика является продюсер Дмитрий Котеленец.

## Фильмография
- 2001 — День рождения Буржуя 2 — эпизод
- 2005 — Милицейская академия — медсестра
- 2007 — Надежда как свидетельство жизни (Украина) — эпизод
- 2007 — Милицейская академия 2 — курсантка Диана
- 2007 — Луна-Одесса — Тоня
- 2013 — Ломбард